# دوري آيسلندا الممتاز 1914
دوري آيسلندا الممتاز 1914 (بالآيسلندية: Efsta deild karla í knattspyrnu 1914)‏ هو الموسم 3 من  دوري آيسلندا الممتاز. الذي يشرف على تنظيمه اتحاد آيسلندا لكرة القدم، وكان عدد الأندية المشاركة فيه  1، وفاز فيه نادي فرام.